# Pontonema brachycercus
Pontonema brachycercus is een rondwormensoort uit de familie van de Oncholaimidae.